# بني مالك (لقنت)
بَلَدِيَّةُ بَنِي مَالِكٍ أو بني مليح (بالإسبانية: Benimeli)‏ هي بلدية تقع في مقاطعة لقنت. جنوب شرق إسبانيا. يبلغ عدد سكانها 389 نسمة.